# 京都謎解きおんなパラダイス
『京都謎解きおんなパラダイス』（きょうとなぞときおんなぱらただいす）は、CS京都チャンネルにて放送された番組である。
放送時間は1時間半で、2004年12月から始まり、2005年3月の第五話で終了。   
そのエッセンスは『謎パラ?』に引き継がれて1時間番組となる。 
隊員の全員が以前に出演していた『京都!ちゃちゃちゃっ』の、スピンオフ番組である。  

## 番組コンセプト
京都チャンネル寄せられた視聴者からのハガキに書かれた路地裏に潜む謎を、岡安隊長率いるちゃちゃ娘が解決する。

## 出演者
隊長   
- 岡安譲（KTVアナウンサー）

隊員（ちゃちゃ娘）
- 山本量子
- 藤田瞳
- 新家綾子

ナレーション
- 池坊由紀

## 放送内容
- 第一話 京都のキリンの謎（2004年12月29日）
- 第二話 ボトルタートルの謎（2005年1月4日）
- 第三話 もう一つの京都ぎょえんの謎（2005年3月12日）
- 第四話 死にたいケーキ屋さん？（2005年3月19日）
- 第五話 一見さんお断りの町家！？ゴルフ場の謎（2005年3月26日）